# Jan Laeven
Jan Hubert Laeven (* 18. Januar 1925 in Nuth-Schimmert; † 25. Dezember 2001 in Heerlen) war ein niederländischer Kunstmaler und Grafiker.
Nach seinem Studium an der Stadtakademie in Maastricht war er ab 1951 bei den DSM-Werken angestellt. Ab 1964 war er als freier Künstler tätig und arbeitete er in seinem Atelier in Heerlen. Er war verheiratet mit Maria Frijns und hatte zwei Kinder, Riny und Marleen.